# Olievo-Korniv, Horodenka
Olievo-Korniv (în ucraineană Олієво-Корнів) este un sat în comuna Olievo-Korolivka din raionul Horodenka, regiunea Ivano-Frankivsk, Ucraina.

## Demografie
Componența lingvistică a localității Olievo-Korniv
     Ucraineană (100%)
Conform recensământului din 2001, toată populația localității Olievo-Korniv era vorbitoare de ucraineană (100%).